# والتر فيغيرا
والتر فيغيرا (بالإنجليزية: Walter Figueira)‏ هو لاعب كرة قدم بريطاني في مركز الهجوم، ولد في 17 مارس 1995 في لندن في المملكة المتحدة. لعب مع نادي بلاتانياس ونادي تشيلسي.

## وصلات خارجية
- والتر فيغيرا على موقع قاعدة بيانات كرة القدم.إي يو (الإنجليزية)
- والتر فيغيرا على موقع Soccerway.com (الإنجليزية)